# Frans Francken I.
Frans Francken I. nebo Frans Francken starší (1542, Herentals, Antverpy – 1616, Antverpy) byl vlámský malíř, který byl jedním z hlavních malířů v Antverpách během protireformace. Je znám především svými velkými oltářními obrazy a alegorickými malbami. Byl členem rodiny Franckenovi, dynastie malířů, která hrála důležitou roli na antverpské umělecké scéně v 17. století.

## Životopis
Francken se narodil v Herentals v provincii Antverpy jako syn malíře Nicholase Franckena. Jeho otec se později usadil v Antverpách a byl pravděpodobně Franckenovým prvním učitelem. V roce 1567 se stal mistrem antverpského cechu svatého Lukáše a v roce 1587 se stal jáhnem. Jeho starším bratrem byl Hieronymus Francken I. a mladším bratrem Ambrosius Francken I. I ti se stali úspěšnými malíři. Autor uměleckých životopisů Karel van Mander uvedl, že Frans Francken I. byl žákem předního antverpského manýristického malíře Franse Florise.
V roce 1571 spolupracoval se svým bratrem Hieronymem na velkém triptychu Klanění tří králů (Adoration of the Magi) (Brusel, Královské muzeum výtvarných umění v Belgii a Londýně, Brompton Oratory), který nese podpis obou bratrů. Bratři do obrazu vložili i své autoportréty: Hieronymus na levé straně a Frans na pravé straně triptychu.
Frans Francken se oženil s Elisabeth Mertensovou. V době své smrti v roce 1619 byli jejich přeživšími dětmi Thomas Francken, Frans Francken II., Hieronymus Francken II., Ambrosius Francken II., a dcery Magdaléna a Alžběta.
Mezi jeho žáky patřili jeho syn Frans, Gortzius Geldorp, Herman van der Mast a Jan de Wael.

## Dílo
Frans Francken I. (či také starší) maloval hlavně na oltářní obrazy, protože o taková díla byla velká poptávka v důsledku obrazoborectví kalvinistů. Jeho mistrovským dílem je triptych s názvem Kristus mezi učenci, který namaloval pro antverpskou katedrálu v roce 1587. Postavy jsou v pozdně manýristickém stylu. Figury jsou spíše strnulé, jejich hlavy však dokazují umělcovu dovednost portrétisty. Frans Francken byl zkušený portrétista a dostal několik zakázek na portrétování dvořanů.
Jeho rané obrazy byly ve stylu Franse Florise, ale po roce 1601 si vytvořil svůj vlastní styl, který vykazoval klasicizující charakteristiku nepodobnou dílu Otty van Veena.
Frans Francken starší maloval také malé kabinetní obrázky, žánr, ve kterém vynikali jeho synové Frans a Hieronymus. Byl také známý svými alegorickými malbami. V této tradici pokračovali i jeho synové. Příkladem alegorického obrazu je Bitva času proti smrti v Bayerische Staatsgemäldesammlungen.

## Galerie

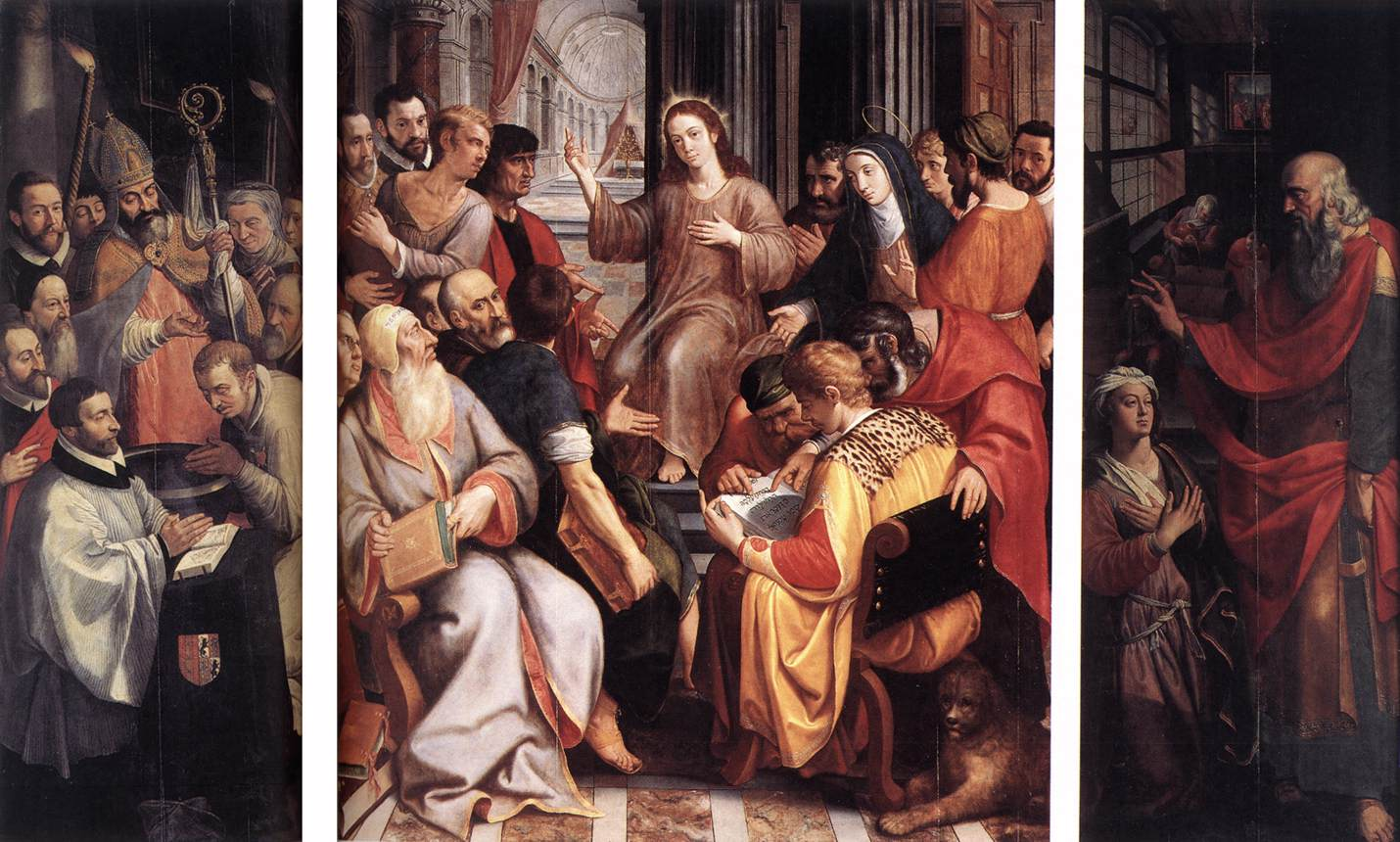
Kristus mezi učenci, olej na dřevě, 250 x 220 cm (střední panel), Katedrála Panny Marie (Antverpy), 1587
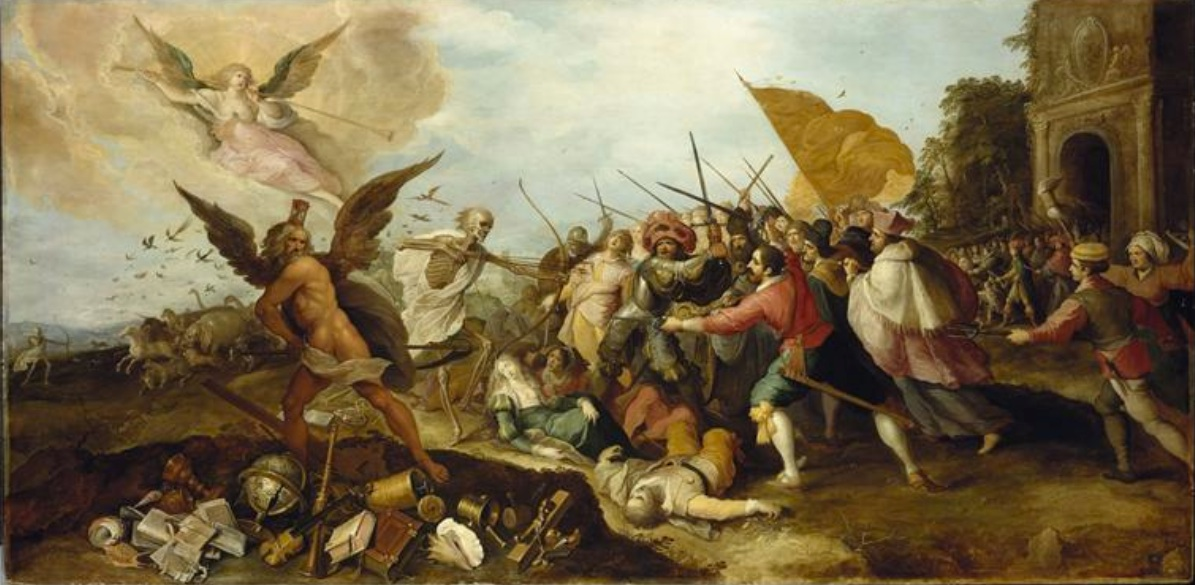
Bitva času proti smrti, olej na dřevě, 98,5 x 182 cm, Staatsgalerie Neuburg, 1620-1630
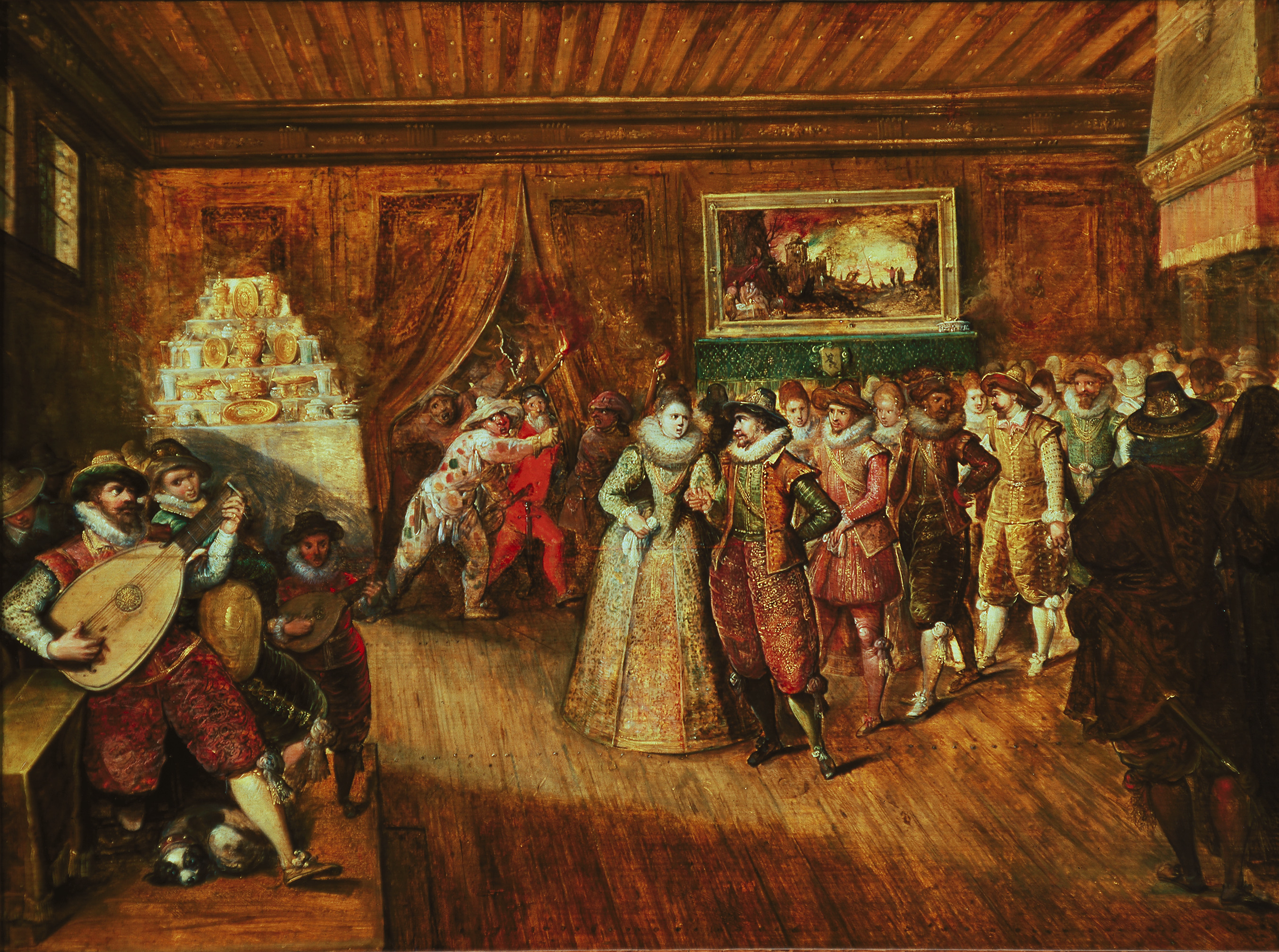
Svatební tanec, olej na dřevě, 49,4 x 66,3 cm, Museum Mayer van den Bergh, Antverpy